# Izydor z Miletu

Hagia Sophia

Izydor z Miletu (gr. Ισίδωρος ο Μιλήσιος, ur. 442, zm. 537) – bizantyjski architekt, fizyk i matematyk. Współpracował z Antemiuszem z Tralles przy budowie świątyni Hagia Sophia (w Konstantynopolu) w latach 531–537.
Wraz z Antemuiszem ufortyfikował na polecenie cesarza miasto Dara zagrożone przez Persów. Opatrzył komentarzami i przygotował do wydania traktaty m.in. Archimedesa i Euklidesa.